# IntelliCAD Technology Consortium
IntelliCAD Technology Consortium (ITC) — международная организация (консорциум), объединяющая разработчиков САПР. Целью организации является разработка и поддержка DWG-совместимой программной платформы IntelliCAD. Участники консорциума «надстраивают» и адаптируют платформу, а также занимаются продвижением системы под собственными торговыми марками.
САПР IntelliCAD строится на программной библиотеке DWGdirect, разработанной некоммерческой организацией Open Design Alliance (IntelliCAD Technology Consortium является одним из основных участников (Founding Member) этой организации).
Особенности платформы IntelliCAD:
- Основным «рабочим» форматом файлов IntelliCAD является DWG.
- Интерфейс систем на базе IntelliCAD очень похож на интерфейс AutoCAD
- Средства пользовательской адаптации IntelliCAD совместимы с аналогичными средствами AutoCAD.

Продукты, разработанные на базе IntelliCAD: 4MCAD, AcceliCAD, Adeko, ActCAD, BricsCAD, CADian, CADopia,CMS IntelliCAD IntelliDesk, ProgeCAD, TrueCAD Архивная копия от 4 декабря 2020 на Wayback Machine, ZwCAD и многие другие.

## История развития
- 1997 год

Компания Visio Corporation покупает Boomerang Technology, неофициального разработчика AutoCAD-совместимого программного обеспечения. Появляется проект создания IntelliCAD под кодовым названием «Phoenix». В ноябре 1997 года появляется первая бета-версия
- 1998 год

В феврале 1998 года компания Visio Corporation и еще несколько компаний, с целью продвижения формата DWG в качестве открытого формата для обмена данными между различными САПР, образуют некоммерческую организацию OpenDWG Alliance.
В апреле 1998 года компания Visio Corporation выпустила первую версию IntelliCAD — IntelliCAD 98. В системе была реализована полная поддержка DWG-формата и высокоуровневая совместимость с AutoLISP и командами AutoCAD. В IntelliCAD 98 также были реализованы многодокументный интерфейс и возможность создания макросов посредством VBA (В AutoCAD на тот момент такие возможности отсутствовали).
Однако IntelliCAD 98 не был полностью совместимой с AutoCAD программой. Отсутствовали возможности твердотельного моделирования и работы с True-type-шрифтами.
- 1999 год

Компания Visio Corporation учреждает IntelliCAD Technology Consortium и открывает исходный код программы для коммерческих участников. Специально для этих целей была выпущена бета-версия программы IntelliCAD 99 Beta.
В сентябре 1999 года корпорация Microsoft объявила о покупке Visio Corporation.
IntelliCAD Technology Consortium уже не принадлежала Visio Corporation, поэтому продажа компании-родоначальника на IntelliCAD практически не отразилась.
- 2000 год

IntelliCAD Technology Consortium выпускает свой первый продукт: IntelliCAD 2000, в котором была улучшена совместимость с AutoCAD
- 2008 год

В состав IntelliCAD Technology Consortium входит более 30 участников. Продукты на базе IntelliCAD выпускаются во многих странах мира.

## Участие в IntelliCAD Technology Consortium
Участие в консорциуме бывает двух видов:
- Коммерческое

Коммерческие участники консорциума имеют доступ к исходному коду платформы, могут влиять на процесс разработки IntelliCAD, адаптировать и «надстраивать» систему по своему усмотрению, а также обладают лицензией на продажу неограниченного количества копий IntelliCAD.
Коммерческое участие стоит 25000$ в год (на начало 2008 года)
- API.

API-участники не имеют доступа к исходному коду платформы и не обладают лицензией на продажу IntelliCAD.
Они должны приобретать продукт у одного из коммерческих участников.
В остальном возможности API-участников аналогичны возможностям коммерческих участников.
API членство стоит 4000$ в год (на начало 2008 года)

## Участники IntelliCAD Technology Consortium

### Коммерческие участники
- 4M S.A. — Греция
- ADeko Group Bilisim — Турция
- AXCAD
- ActCAD - США
- Alpine Engineered Products,Inc. — США
- Autodsys, Inc — США
- Beijing EXTECH Technology Co., Ltd — Китай
- BlueLinx Corporation — США
- CAD MEXICO — Мексика
- CAD-Manufacturing Solutions (CMS) — США
- CADian — Республика Корея
- CADopia Inc. — США
- Cad.Able Srl — Италия
- Carlson Software Inc. — США
- Collegi Arquitectes de Catalunya — Испания
- Data Prompt Technologies (DP Tech) — Франция
- Dimension4 — США
- GZ Yuan Fang Computer Software Engineering Co. Ltd — Китай
- GreatStar Software — Китай
- iComS — Бразилия
- INTERsoft — Польша
- Infrasoft — Россия
- Inmolevante sa — Испания
- IntelliJapan — Япония
- LEADTECH SYSTEMS, INC. — Филиппины
- mc4software Italia  s.r.l— Италия
- MicroSurvey Software Inc. — Канада
- ProgeSOFT — Италия
- R&C/Task — Бразилия
- SIACAD Pte Ltd. — Сингапур
- SolidWorks Corporation — США
- Stabiplan International BV — Нидерланды
- The CAD Academy — США
- TrueCAD - США
- VHSoft Technologies Co., Ltd. — Гонконг, Китай
- Wuhan Yao Chuang Software — Китай
- Z-Byte Co.,Ltd. Таиланд
- ZwCAD Software Co., Ltd — Китай

### API-участники
- DIKON Recognition Systems AB — Швеция
- Runge Ltd — Австралия